# Daniel Michalski
Daniel Rafał Michalski (* 11. Januar 2000 in Warschau) ist ein polnischer Tennisspieler.

## Karriere
Michalski spielte bis 2018 auf der ITF Junior Tour. In der Jugend-Rangliste erreichte er mit Rang 18 seine höchste Notierung. Sein bestes Ergebnis bei Grand-Slam-Turnieren war das Erreichen des Viertelfinals bei den US Open 2018. Darüber hinaus konnte er das Viertelfinale der Olympischen Jugendspiele erreichen, und beim Orange Bowl ins Halbfinale einziehen.
Bei den Profis spielte Michalski ab 2017. In diesem Jahr konnte er auch die ersten Punkte für die Tennisweltrangliste erspielen. Im Doppel gelang ihm dies ein Jahr später. 2018 wurde er ins polnische Davis-Cup-Team berufen, wo er das unbedeutende letzte Einzel in der Begegnung gegen Simbabwe gewann. Die ersten Titel gewann er 2019, als er dreimal auf der ITF Future Tour erfolgreich war, davon einmal im Doppel. Erste Matches auf der höherdotierten ATP Challenger Tour gewann er ebenfalls – in Stettin zog er erstmals ins Achtelfinale ein. Ende des Jahres stand er im Einzel in den Top 500 und im Doppel in den Top 700. In der verkürzten Saison 2020 gewann er zwei Futures im Doppel, wodurch er Anfang 2021 dort auch sein Karrierehoch von Platz 499 erklomm. Fortan lag Michalskis Fokus vor allem auf dem Einzel.
2021 gewann er drei weitere Futures. Beim Challenger in Lissabon gewann er gegen die Nummer 112 Taro Daniel, er kam aber bei keinem Turnier dieser Kategorie über die zweite Runde hinaus, weshalb er sich in der Rangliste kaum verbesserte. Das veränderte sich 2022, als er zwar erneut bei Futures antrat und drei Titel dort gewann, beim ersten Challenger des Jahres in Zadar aber überraschend ins Finale einzog, nachdem er in der Qualifikation gestartet war. Das brachte ihn in die Top 300. Mit einem weiteren Viertelfinale, in das er einzog, beendete er das Jahr auf Platz 264. In der 2. Bundesliga spielte er in diesem Jahr für den THC Brühl. Anfang 2023 war Michalski Teil der polnischen Mannschaft beim erstmals ausgetragenen United Cup. Dort verlor er alle drei Spiele, bei denen er eingesetzt wurde. Polen schied dennoch erst im Halbfinale aus. Beim ersten Challenger-Turnier des Jahres in Bangkok zog er ins Viertelfinale ein. Er rangiert in der Weltrangliste knapp hinter seinem Karrierehoch von Rang 243.